# Fulshear (Teksas)
Fulshear je grad u američkoj saveznoj državi Teksas. Prema popisu stanovništva iz 2010. u njemu je živjelo 1.134 stanovnika.